# Iridopterygini
Iridopterygini – plemię modliszek z rodziny Gonypetidae i podrodziny Iridopteryginae.

## Morfologia i zasięg
Modliszki osiągające niewielkie jak na przedstawicieli rzędu rozmiary ciała, w stadiach larwalnych wykazujące myrmekomorfię. Tułów odznacza się równoległymi krawędzami bocznymi prozony i metazony przedplecza oraz wyraźnie od nich odciętymi rozszerzeniami nadbiodrowymi. U większości rodzajów najbardziej dosiebny z kolców dyskoidalnych na udzie chwytnego odnóża przedniej pary jest całkiem zanikły, tylko u Tricondylomimus jest w pełni wykształcony, a u Silomantis silnie zredukowany.
Przedstawiciele podrodziny zamieszkują wyłącznie krainę orientalną.

## Taksonomia
Takson ten wprowadzony został przez Ermanna Giglio-Tosa w 1915 roku jako grupa Iridopteriges w podrodzinie Iridopteriginae w obrębie modliszkowatych. Klasyfikację taką autor ów podtrzymał w systemach z 1919 i 1927 roku, natomiast w systemie Antona Handlirscha z 1930 roku grupa ta umieszczona została wśród Mantinae. Max Beier w 1935 roku wyróżnił plemię Iridopterygini w obrębie Mantinae, a w 1964 roku przeniósł je do podrodziny Iridopteryginae.  W systemie Reinharda Ehrmanna i Rogera Roya z 2002 roku taksony te wyniesiono do rang podrodziny Iridopteryginae i rodziny Iridopterygidae. W systemie Christiana J. Schwarza i Rogera Roya z 2019 roku Iridopterygini umieszczono w podrodzinie Iridopteryginae w rodzinie Gonypetidae.
Do plemienia należy 16 opisanych gatunków, sklasyfikowanych w ośmiu rodzajach i dwóch podplemionach:
- Iridopterygina Giglio-Tos, 1915
  - Hapalopeza Stal, 1877
  - Hapalopezella Giglio-Tos, 1915
  - Iridopteryx Saussure, 1869
  - Micromantis Saussure, 1870
  - Muscimantis Henry, 1931
  - Pezomantis Uvarov, 1927
  - Spilomantis Giglio-Tos, 1915
- Tricondylomimina Schwarz et Roy, 2019
  - Tricondylomimus Chopard, 1930